# 砂川泰
砂川 泰（すながわ たい、1886年（明治19年）3月25日 - 1976年（昭和51年）2月27日）は、大日本帝国陸軍軍人、陸軍司政長官。最終階級は陸軍少将。功四級。

## 経歴
1886年（明治19年）に栃木県で生まれた。陸軍士官学校第21期、陸軍大学校第32期卒業。1934年（昭和9年）8月1日に陸軍歩兵大佐進級と同時に岡山連隊区司令官に着任し、1936年（昭和11年）8月に永興湾要塞司令官に転じた。1938年（昭和13年）3月1日に陸軍少将に進級し待命、3月25日に予備役に編入された。
1942年（昭和17年）3月に陸軍司政長官となりクランタン州長官に就任した。1943年（昭和18年）4月にジョホール州長官に転じ、終戦までその任にあった。
1947年（昭和22年）11月28日、公職追放仮指定を受けた。

## 栄典
勲章
- 1943年（昭和18年）10月9日  - 勲二等瑞宝章[5]